# Mordellistena hypopygialis
Mordellistena hypopygialis es una especie de coleóptero de la familia Mordellidae.

## Distribución geográfica
Habita en (Mongolia).